# Johannes der Täufer (Yzeure)

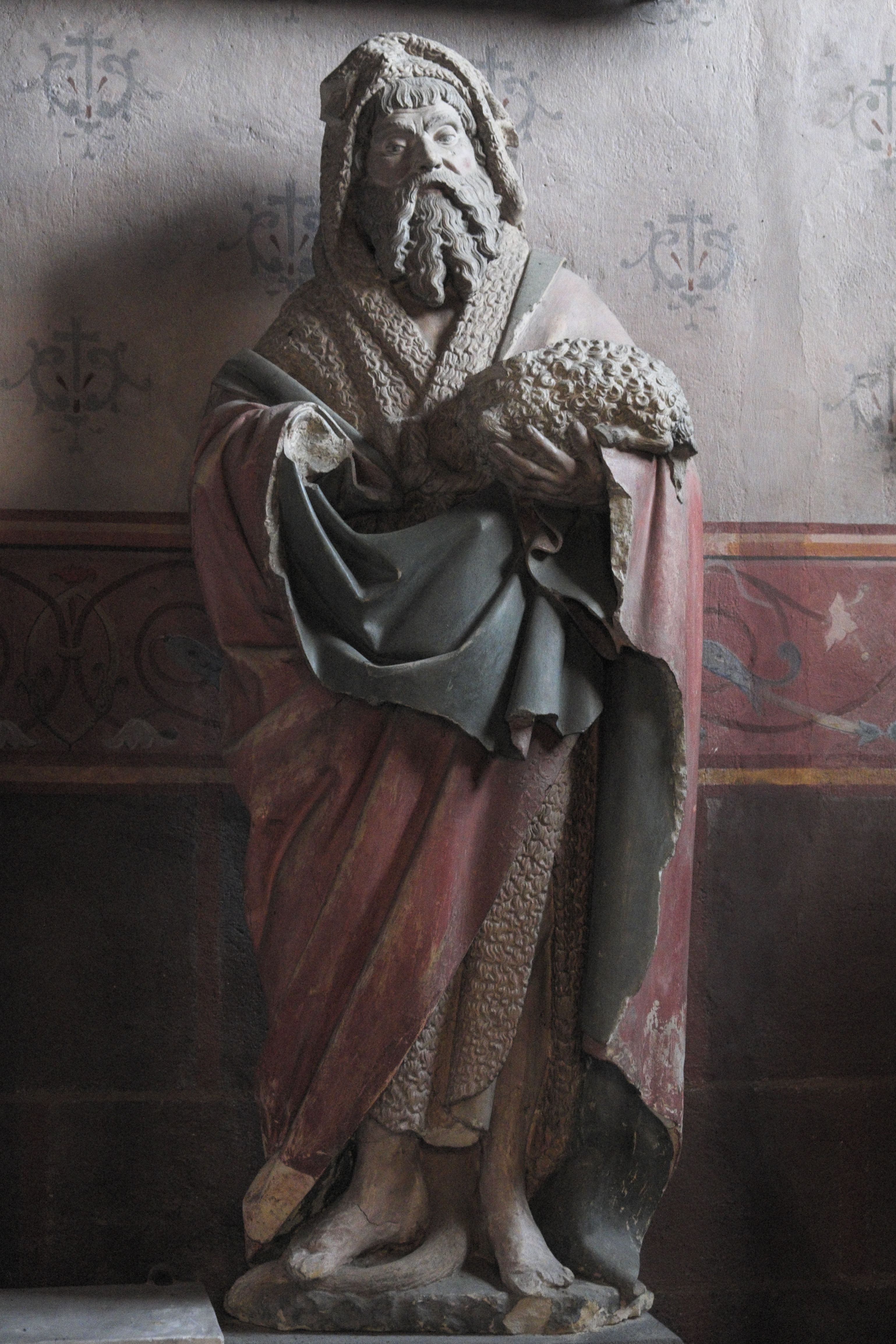
Johannes der Täufer in Yzeure

Die Skulptur des Johannes des Täufers in der Kirche St-Pierre in Yzeure, einer französischen Gemeinde im Département Allier der Region Auvergne-Rhône-Alpes, wurde im 15. Jahrhundert geschaffen. Im Jahr 1918 wurde die Skulptur des heiligen Johannes des Täufers als Monument historique in die Liste der denkmalgeschützten Objekte (Base Palissy) in Frankreich aufgenommen.
Die polychrom gefasste Skulptur aus Stein ist circa 1,90 Meter hoch. Johannes der Täufer, charakteristisch mit einem Fell bekleidet, hält das Osterlamm in der linken Hand, dessen Kopf fehlt.